# Phare de Cayo Francés
Le phare de Cayo Francés (en espagnol : Faro de Cayo Francés) est un phare actif situé sur Cayo Francés, sur le littoral nord de la province de Villa Clara, à Cuba.

## Histoire
Cayo Francés est une petite caye faisant partie de l'archipel Sabana-Camagüey. C'est une réserve naturelle depuis 2008 qui de trouve à l'entrée du port de Caibarién.
La première station de signalisation maritime date de 1883. Le phare actuel l' remplacé.

## Description
Ce phare est une tour cylindrique en béton à claire-voie, avec une galerie et une balise de 9 m de haut. La tour est peinte en blanc. Il émet, à une hauteur focale de 10 m, un éclat blanc par période de 10 secondes. Sa portée n'est pas connue.
Identifiant : ARLHS : CUB-021 ; CU-0285 - Amirauté : J4902 - NGA : 110-12736 .

### Lien connexe
- Liste des phares de Cuba